# Ak Kojunlu
Ak Kojunlu ali Turkmeni bele ovce  (turško Akkoyunlular, perzijsko آق‌ قویونلو, azerbajdžansko Ağqoyunlular) je bila sunitska, perzijsko orientirana  oguška turška plemenska zveza oziroma dinastija, ki je vladala od leta 1378 do 1503 v delih sedanje vzhodne Turčije. Zadnjih nekaj desetletij je vladala tudi v Armeniji, Azerbajdžanu in večini Irana, Iraka in Sirije. Dinastija je dosegla svoj vrh pod Uzun Hasanom (vladal 1452–1457).

## Zgodovina

### Etimologija
Ime Ak Kojunlu, ki pomeni Bela ovca, je bilo v pisnih virih prvič omenjeno v poznem 14. stoletju. Domneva se, da se nanaša na stare totemske simbole. Po pisanju perzijskega zgodovinarja Rašida al-Din Hamadanija je bilo Turkom prepovedano jesti meso svojih totemskih živali, ovčje meso pa je imelo pomemben delež v njihovi prehrani, zato je hipoteza o totemskih simbolih malo verjetna. Druga hipoteza pravi, da se je bela barva nanašala na prevladujočo barvo njihovih čred.

### Izvor
V kronikah Bizantinskega cesarstva je Ak Kojunlu omenjan v okrožju Bajburt južno od Pontskega gora vsaj od 1340. let. V teh kronikah je kot "gospodar Amidskih Turkov" omenjen Tur Ali Beg, ki je že pod ilkanom Gazanom dosegel položaj emirja. Turki so pod njegovim vodstvom oblegali Trebizond, vendar mesta niso uspeli zavzeti.  Številni njihovi voditelji, vključno z ustanoviteljem dinastije Kara Osmanom, so bili poročeni z bizantinskimi princesami.
Do konca obstoja  Ilkanata sredi 14. stoletja so oguška plemena iz konfederacije Ak Kojunlu poleti pasla na pašnikih v Armeniji, zlasti po zgornjem toku reke Tigris. pozimi pa na pašnikih med mestoma Diyarbakır in Sivas. Od konca 14. stoletja se je Ak Kojunlu stalno vojskoval z drugo oguško plemensko konfederacijo Kara Kojunlu. Vodilno mesto v Ak Kojunluju je imelo pleme Bajandur.

#### Mit
Sultani Ak Kojunluja so se razglašali za potomce Bajindir kana, vnuka Oguz kana, legendarnega prednika Turkov Oguzov. Kot sultani so se naslavljali od leta 1403.
Po Kitāb-e Dīārbakrīya so predniki Uzun Hasana trdili, da so 68. generacija potomcev preroka Adama. Med njimi je bil Uzun Hasan begov stari oče Tur Ali Bej, ki se omenja tudi v drugih virih. Za Pehlivan bega, Ezdi bega in Idris bega ni mogoče z gotovostjo trditi, da so obstajali. Večina oseb, navedenih kot Uzun Hasanovi predniki, je povezana z legendami o Oguzih in njihovih vladarjih.
Uzun Hasan je trdil, da je "častni potomec Oguz kana in njegovega vnuka Bajandur kana". V pismu iz leta 1470, poslanemu Šehzadeju Bajazidu, takratnemu guvernerju Amazije, je Uzun Hasan zapisal, da sta plemeni Bajandur in Bajat, pa tudi druga plemena, ki so pripadala Oguzom in so bila pred tem naseljena v Mangišlaku, Horezmu in Turkestanu, prišla k njemu in služila njegovemu dvoru. Za simbol svoje države je izbral tamgo plemena Bajandur, ki se je zatem pojavljala na kovancih, uradnih dokumentih, napisih in zastavah.

### Uzun Hasan
Turkmeni Ak Kojunlu so prvič dobili svoje ozemlje leta 1402, ko jim je Timur Lenk podelil Diyar Bakr v današnji Turčiji. Ak Kojunlu dolgo časa ni mogel razširiti svojega ozemlja, ker jim je to preprečeval takmec Kara Kojunlu ali "Turkmeni črne ovce". Med vladavino Uzun Hasana, ki je leta 1467 premagal turkmenskega poglavarja Črne ovce Džahan šaha.
Po porazu timuridskega voditelja Abu Saida Mirze je Uzun Hasanu uspelo zavzeti Bagdad in ozemlje okoli Perzijskega zaliva. V Iran se je razširil vse do Horasana na vzhodu. Približno v tem času se je Osmansko cesarstvo poskušalo razširiti proti vzhodu, kar je Ak Kojunlu prisililo v zavezništvo s Karamanidi v osrednji Anatoliji.
Že leta 1464 je Uzun Hasan zaprosil za vojaško pomoč enega najmočnejših sovražnikov Osmanskega cesarstva, Beneško republiko. Beneške obljube za pomoč se niso  nikoli izpolnile. Osmani so v bitki pri Otlukbeliju leta 1473 premagali Uzun Hasana, vendar to ni uničilo Ak Kojunluja.
Leta 1470 je Uzun izbral Abu Bakra Tihranija za sestavljanje zgodovine konfederacije Ak Kojunlu. V zgodovini z naslovom Kitab-i Diyarbakriyya, je Uzun Hasan imenovan sahib-kiran. Knjiga je bila prvo zgodovinsko delo, v katerem je bil ta naslov podeljen netimuridskim vladarjem.

### Sultan Jakub
Uzun Hasana je po smrti na začetku leta 1478 nasledil sin Halil Mirza. Mirzo je že julija tistega leta v bitki pri Hoju porazila plemenska zveza njegovega mlajšega brata Jakuba.
Yakub je vladal od leta 1478 do 1490 in  še nekaj časa vzdrževal dinastijo. V prvih štirih letih  njegove vladavine se je zvrstilo kar sedem pretendentov na prestol, ki jih je moral odstraniti. Po Jakubovi smrti je izbruhnila državljanska vojna, ki je od znotraj uničila Ak Kojunlu do te mere, da ni več ogrožal svojih sosedov. Državo so začeli spodkopavati tudi Safavidi. Slednji so se z Ak Kojunlujem spopadli leta 1501 v bitki pri Nahčivanu v zahodnem Azerbajdžanu in prisilili Ak Kojunlu k umiku.
Vodja Ak Kolunluja Alvand je na svojem umiku pred Safavidi uničil avtonomno državo Ak Kojunluja v Mardinu. Safavidski vladar Ismail I. je premagal tudi zadnjega vodjo Ak Kojunluja, Alvandovega brata sultana Murata. Murat se je leta 1501  na kratko ustalil v Bagdadu, a se je kmalu umaknil nazaj v Diyar Bakr, kar je pomenilo konec Ak Kojunluja.

### Ahmed bej
Sredi boja za oblast med Uzun Hasanovim vnukom (Jakubovim sinom) Bajsungurjem in Maksudovim sinom Rustamom se je na odru pojavil njihov bratranec Ahmed bej. Ahmed Bej je bil sin Uzun Hasanovega najstarejšega sina Ugurluja Muhameda, ki je leta 1475 pobegnil v Osmansko cesarstvo, kjer ga  je sultan Mehmed Osvajalec prijazno sprejel in mu dal za ženo svojo hčer.
Po Hasan Rumlujevih besedah v knjigi Ahsan al-tavarih iz leta 1496–1497 je v Osmansko cesarstvo prišel Hasan Ali Tarhani sultanu Bajazidu II. povedal, da sta Azerbajdžan in perzijski Irak brez obrambe, in predlagal, naj se  tja pošlje Ahmed beja kot dediča tega kraljestva in osmansko vojsko. Bajazid se je s predlogom strinjal. Maja 1497 se je Ahmed bej spopadel z Rustamom blizu Araksesa in ga premagal.

## Vlada
Vladarji Ak Kojunluja so bili iz klana Begundur ali Bajandur Turkov Oguzov. Šteli so se za potomce skoraj mitskega očeta Oguzov Oguz kagana.
 Bajandurji so bili bolj državniki kot vojskovodje in s tem pridobili podporo trgovcev in fevdalcev Transkavkazije (sedanji Armenija, Azerbajdžan in Gruzija).
Z Uzun Hasanovo osvojitvijo večine Irana se je sedež oblasti preselil  na vzhod. Ak Kojunlu je sprejel iranske običaje v upravljanju in kulturi. Na iranskih območjih je ohranil prejšnjo upravno strukturo skupaj s sekretarji iz družin, ki so v številnih primerih več generacij služile pod različnimi dinastijami. Štiri najvišje civilne položaje v Ak Kojunluja so zasedli Iranci. Mednje so spadali veliki vezir,  ki je vodil veliki svet (divan), najvišji finančni uradnik mostawfi al-mamalek, čuvaj državnega pečata (mohrdar) in marakur, ki je nadziral sultanov dvor. Uzun Hasan je kljub temu, da je bil turškega porekla, sponzoriral iransko kulturo. Sam je sprejel iranske običaje in vladal v slogu iranskega kralja.
V dopisih osmanskih sultanov, naslovljenih na Uzun Hasana, so ga naslavljali:  (arabsko) ملك الملوك الأيرانية, "kralj iranskih kraljev", (arabsko) سلطان السلاطين الإيرانية, "sultan iranskih sultanov", (perzijsko)شاهنشاه ایران خدیو عجم, "šāhanšāh-e Irān Khadiv-e Ajam", "šahanšah Irana in vladar Perzije", Džamšid shawkat va Fereydun rāyat va Dārā derāyat, "močan kot Džamšid, zastava Feriduna  in moder kot Darej". Uzun Hassan je imel tudi iranski naslov Padišah-i Irān, "padišah Irana", ki ga je privzel tudi njegov naslednik, vnuk Ismaila I., ustanovitelja Safavidskega cesarstva.

## Galerija
- Zastava (sandžak) Ak Kojunluja med vladanjem Uzun Hasana; Muzej palače Topkapi
- Mavzolej Zejnel bega v nekdanjem Hasankejfu

- Nnjiga Dede Korkuta

## Kovanci
- Džahangir (po letu 1444)
- Uzun Hasanov kovanec iz kovnice v Amid (Diyarbakır), okoli 1453–1478
- Kovanec sultana Jakuba (okoli 1479–1490)
- Bajsungurjev kovanec iz kovnice v Tabrizu (okoli 1490–1493
- Kovanec sultana Rustema (1495)
- Kovanec sultana Ahmeda iz kovnice v Tabrizu (1497)
- Kovanec sultana Muhamada
- Kovanec sultana Alvande
- Kovanec sultana Murata

## Opombi
1. ↑  Nekaj  ak kojunluških nasledstvenih držav je obstajalo do leta 1508, dokler jih ni absorbiralo Safavidsko cesarstvo Ismaila I.[1]
2. ↑  Ak Kojunlu se omenja tudi kot konfederacija, sultanat in cesarstvo,[11] konfederacija Bele ovce in Turkmeni Bele ovce. V iranskih[12][13] in osmanskih virih[14]  se omenjajo tudi kot Bajanduridi, v mameluških pa kot Tur-'Alidi.[15]